# Летвин, Оливер
Оливер Летвин (англ. Oliver Letwin; род. 19 мая 1956, Хампстед, Лондон) — британский политик, канцлер герцогства Ланкастерского в первом и втором кабинетах Дэвида Кэмерона (С 15 июля 2014 по 13 июля 2016).

## Биография
Оливер Летвин окончил Итонский колледж и Тринити-колледж Кембриджского университета, имеет степени бакалавра искусств, магистра искусств и доктора философии. Начинал карьеру с должности приглашённого профессора (visiting fellow) Принстонского университета, позднее — научный сотрудник (research fellow) Дарвинского колледжа Кембриджского университета.

### Политическая карьера
В 1982 году Оливер Летвин вступил в Консервативную партию и стал специальным советником министра образования Кейта Джозефа. С 1983 по 1986 год работал в Number 10 Policy Unit — Подразделении политического анализа администрации премьер-министра Маргарет Тэтчер (в 2015 году после рассекречивания правительственных документов Летвин принёс публичные извинения за свою служебную записку того периода, в которой рекомендовал правительству не оказывать финансовой помощи нуждающемуся чернокожему населению после беспорядков 1985 года в районе лондонского жилого комплекса Броадуотер Фарм (Broadwater Farm riot) — он обосновывал свою позицию утверждением, что все пособия будут потрачены на развлечения и наркотики). Публично заявляя себя твёрдым сторонником политики Тэтчер, в 1988 году Летвин опубликовал статью с предложением придать управлению национального здравоохранения (NHS) статус независимой от правительства структуры и создать условия для привлечения в эту отрасль частного капитала.
В 1987 году Консервативная партия выдвинула кандидатуру Оливера Летвина в лондонском избирательном округе Северный Хокни (Hackney North), но выборы закончились для него неудачно. В 1992 году он повторил попытку в избирательном округе Хэмпстед и Хайгэйт (Hampstead and Highgate), но вновь не добился успеха. Только парламентские выборы 1 мая 1997 года принесли Летвину победу, но не в столице, а в округе Западный Дорсет (West Dorset). В 1998—1999 годах Летвин официально представлял публике мнение оппозиции в вопросах конституции, Шотландии и Уэльса, в 1999—2000 годах являлся теневым секретарём Казначейства, в 2000—2001 годах — теневым старшим секретарём Казначейства, с 2001 по 2003 год — теневым министром внутренних дел, с 2003 по 2005 год — теневым министром экономики и теневым канцлером казначейства. В 2005 году Летвин несколько месяцев занимал должность теневого министра окружающей среды, продовольствия и сельского хозяйства. Входит в консервативную группу поддержки инвалидов, возглавлял в 2005—2010 годах группу «Обзор консервативной политики» (Conservative Policy Review) и Исследовательский департамент Консервативной партии (CRD), в 2010 году возглавил Форум консервативной политики (Conservative Policy Forum).

### В правительствах Кэмерона
Летвин сыграл существенную роль в подготовке предвыборного манифеста партии накануне парламентских выборов в мае 2010 года и получил после формирования коалиционного кабинета Дэвида Кэмерона должность младшего министра в аппарате правительства (Cabinet Office), которая не давала ему права участвовать в заседаниях.
15 июля 2014 года Дэвид Кэмерон произвёл серию кадровых перемещений в кабинете, вследствие которых Летвин сохранил место младшего министра правительственной политики и получил дополнительно должность канцлера герцогства Ланкастерского.
7 мая 2015 года на очередных парламентских выборах получил в своём традиционном избирательном округе 50,2 % голосов, далеко опередив сильнейшего из соперников — либерал-демократа Роса Кэйиса (Ros Kayes), заручившегося поддержкой 21,6 % избирателей.
11 мая 2015 года Дэвид Кэмерон сформировал по итогам выборов свой второй кабинет, в котором Оливер Летвин сохранил только портфель канцлера герцогства Ланкастерского. Хотя эта должность является чисто номинальной и считается пережитком Средневековья, а её обладатель не руководит каким-либо правительственным ведомством, по степени своего неформального влияния Летвин, согласно утверждениям прессы, занимает в кабинете третье место после премьер-министра и канцлера Казначейства.
13 июля 2016 года Дэвид Кэмерон ушел в отставку с должности премьер-министра в связи с исходом референдума о членстве Британии в Евросоюзе, на котором британцы проголосовали за выход Великобритании из ЕС. Преемником Кэмерона стала министр внутренних дел Великобритании Тереза Мэй, при формировании её кабинета Летвин лишился должности канцлера герцогства Ланкастерского.

### Разрыв с консерваторами
3 сентября 2019 года Летвин вошёл в число консерваторов общей численностью в 21 человек (среди них бывшие члены Кабинета Филип Хэммонд, Дэвид Гок и другие), вопреки партийной позиции проголосовавших за второй парламентский акт о выходе Великобритании из ЕС, который предполагал возможность переноса крайнего срока выхода на новую дату после 31 октября (при этом Летвин был одним из авторов законопроекта). Результат голосования 328 против 301 означал, что решающую роль в поражении премьер-министра Бориса Джонсона сыграли «мятежники». Они были исключены из Консервативной партии, после чего правительство Джонсона стало правительством заметного меньшинства (298 депутатов состояли в правительственной коалиции, и 341 — в оппозиции). 19 октября Палата общин проголосовала о вступлении закона в силу и переносе крайней даты заключения соглашения с Евросоюзом об условиях выхода из него Великобритании на три месяца.

## Публикации
- Ethics, Emotion and the Unity of the Self, Routledge, 1987, ISBN 0-7099-4110-2
- Britain’s Biggest Enterprise — ideas for radical reform of the NHS, Centre for Policy Studies, 1988, ISBN 1-870265-19-X
- Privatising the World: A Study of International Privatisation in Theory and Practice, Thomson Learning, 1988, ISBN 0-304-31527-3
- Drift to union: Wiser ways to a wider community, Centre for Policy Studies, 1989, ISBN 1-870265-74-2
- The Neighbourly Society: Collected Speeches, Centre for Policy Studies, 2003, ISBN 1-903219-60-4
- Hearts and Minds: The Battle for the Conservative Party from Thatcher to the Present, Biteback Publishing, 2017, ISBN 1-785903-11-X